# Évariste Kimba
 (juin 2019).
Si vous disposez d'ouvrages ou d'articles de référence ou si vous connaissez des sites web de qualité traitant du thème abordé ici, merci de compléter l'article en donnant les références utiles à sa vérifiabilité et en les liant à la section « Notes et références ».
Évariste Kimba Mutombo (né le 16 juillet 1926, exécuté le 1er juin 1966 à Kinshasa), est Premier ministre de la république démocratique du Congo sous la présidence de Joseph Kasa-Vubu. Opposant de Mobutu Sese Seko, il est condamné à mort et exécuté en public par pendaison en juin 1966 à Kinshasa, avec les ex-ministres Jérôme Anany, Emmanuel Bamba et Alexandre Mahamba, groupe connu comme les Martyrs de la Pentecôte.